# Trigonoderopsis
Trigonoderopsis is een geslacht van vliesvleugeligen uit de familie Pteromalidae. De wetenschappelijke naam van dit geslacht is voor het eerst geldig gepubliceerd in 1915 door Girault.

## Soorten
Het geslacht Trigonoderopsis omvat de volgende soorten:
- Trigonoderopsis bouceki Ahmad & Agarwal, 1994
- Trigonoderopsis petiolata Boucek, 1988
- Trigonoderopsis silvensis Girault, 1915